# Olympische Winterspiele 1984/Teilnehmer (Libanon)
| Gelbes Symbol für Goldmedaillen mit stilisierten Olympischen Ringen | Graues Symbol für Silbermedaillen mit stilisierten Olympischen Ringen | Braundes Symbol für Bronzemedaillen mit stilisierten Olympischen Ringen |
| ------------------------------------------------------------------- | --------------------------------------------------------------------- | ----------------------------------------------------------------------- |
| —                                                                   | —                                                                     | —                                                                       |

Der Libanon nahm an den Olympischen Winterspielen 1984 in Sarajevo mit vier alpinen Skirennläufern teil.

## Teilnehmer nach Sportarten

### Ski Alpin
Herren:
- Sotirios Axiotiades
Riesenslalom: 62. Platz
Slalom: DNF
- Nabil Khalil
Riesenslalom: 66. Platz
Slalom: 39. Platz
- Edward Samen
Riesenslalom: 72. Platz
Slalom: 42. Platz
- Tony Sukkar
Riesenslalom: 58. Platz
Slalom: DNF